# Таласу
Таласу — река в России, протекает в Эльбрусском районе Кабардино-Балкарской Республики. Длина реки составляет 6,1 км, площадь водосборного бассейна 17 км².
Начинается в урочище Иналсырт на высоте 2201 метр над уровнем моря, течёт в общем северо-восточном направлении мимо урочища Тала, в низовьях — через берёзово-ольховый и берёзово-ясеневый лес. Устье реки находится в 11 км по правому берегу реки Тызыл напротив базы отдыха Тызыл.

## Данные водного реестра
По данным государственного водного реестра России относится к Западно-Каспийскому бассейновому округу, водохозяйственный участок реки — Баксан, без реки Черек. Речной бассейн реки — реки бассейна Каспийского моря междуречья Терека и Волги.
Код объекта в государственном водном реестре — 07020000712108200004697.